# Bondeupproren i Finland 1438
Bondeupproren i Finland 1438 var en reaktion bland många på agrarkrisen i Europa och en nästintill konfiskatorisk beskattning. 
I det svenska riket upplevde man en stor oro under 1430-talet. Anledningarna var flera men bland det som brukar nämnas är missnöjet med kung Erik av Pommern, exportförbudet på järn, höjda skatter på lantbruket och frälsets försök att utvidga sin maktsfär på kungens bekostnad. Engelbrektsupproret 1434-1436 drabbade hela Svealand och Götaland medan Pukefejden, som var ett slags följdkrig till år 1437, främst berörde Svealand. De finska bönderna hade likartade problem som bönderna i övriga delar av Europa. Under kung Erik hade skatterna i penningar ökat sin andel av hela skattebördan och därtill hade skattepersedlarnas värde i penningar sänkts. I Satakunta hade nya frälsesläkter lagt beslag på forsar, fiskeströmmar, kvarnplatser och transportleder. För bönderna innebar detta en ny konkurrens om möjligheterna till försörjning. Frälsemännen innehade också uppdragen som fogdar och domare i kronans tjänst vilket stärkte deras ställning.
Man vet inte mycket om hur oroligheterna i Sverige inverkade i Finland. Sommaren 1434 belägrade och erövrade Erik Pukes trupper Kastelholms slott. Den tidigare befälhavaren Otto Pogwisch skrev kort senare från Raseborgs slott till rådet i Reval och bad att få låna kanoner och en man som kunde hantera dem av oro för att dalaallmogen skulle angripa Raseborg. Ännu följande år ryktas att Erik Pukes folk rörde sig till sjöss på Finska viken. Ett finskt deltagande på Engelbrekts sida visas av tre frälsebrev, som riksrådet utfärdade på Långholmen 1435. De gällde Nils Pedersson (Bock) från Helsinge, Abraham Pedersson från västra Nyland och Jösse Jönsson från Åland. Breven utfärdades för utmärkelse i rikets tjänst och samtidigt som de upproriska belägrade kungen i Stockholm. På hösten 1435 lovade kungen sänkta skatter men de svenska bönderna nöjde sig inte med löftet. Ett motsvarande löfte om sänkta skatter gav riksrådet på sommaren 1436 till Finlands bönder. Man oroade sig antagligen då över att de finska bönderna också skulle göra uppror och krävde motlöftet att finnarna inte skulle ta sig någon annan hövitsman än den som riksrådet hade utsett. I oktober 1436 utsåg riksrådet Hans Kröpelin till fogde på Åbo slott. Erik Puke avrättades som upprorsledare i februari 1437 och i mars utfärdade riksrådet en allmän skattestadga.
Ett bondeuppror bröt ut i övre Satakunta på hösten 1438, men det förekom även oroligheter i Tavastland och Karelen. Bönderna i Satakunta leddes av David från Ania by i Vesilax. Om hans hemgårds betydelse berättar att den under namnet Heikkilä (nu i Birkala) var hem för hans ättlingar, som var länsmän i två generationer. Som ledare för upproret kallades han av medkämparna för bondekonung. I Satakunta riktade sig upproret främst mot de lokala häradsdomarna, riksrådet Bengt Lydekasson till Penttilä i Birkala  och Jöns Turesson (Odygd) till Vik. Fyra knektar på Viks gård i Nokia fick sätta livet till. Upproret spred sig också till Tavastland där Olof Nilsson (Tavast) till Porkala i Lampis led skada av en med David lierad Bösthe. Även i Karelen gjorde bönderna uppror under ledning av en Filpus. Upproret motiverades av bönderna med de höga skatterna och Filpus hade samma höst besökt Stockholm för att få skatterna sänkta. Bönderna riktade sin ilska och sina handlingar utöver mot de lokala myndighetspersonerna främst mot slottshövdingen på Åbo Hans Kröpelin. Upproret kvästes dock snabbt och ledarna flydde till Reval. Vid ett möte den 9 januari 1439 i Kuokkala i Lembois under ledning av 
biskopen i Åbo, Magnus II (Tavast) ingick man en förlikning med bönderna i övre Satakunta. Bönderna lovade då att inte resa sig mot överheten och att utan knot betala sina skatter. Förlikningen undertecknades av 76 bönder från sex socknar, Lembois, Vesilax, Kangasala, Birkala, Kyro och Översastmola. Drotsen Krister Nilsson (Vasa) skrev 5 juli 1439 från Viborg till rådet i Reval och bad rådet utlämna den fängslade skurken Philippus och hans sällskap till Krister. Han bad också rådet försöka få reda på vart skälmen David hade tagit vägen. David hade enligt honom ställt till besvär för Hans Kröpelin i Satakunta.